# Оушен-Парк (Вашингтон)
Оушен-Парк (англ. Ocean Park) — переписна місцевість (CDP) в США, в окрузі Пасифік штату Вашингтон. Населення — 1814 особи (2020).

## Географія
Оушен-Парк розташований за координатами 46°29′48″ пн. ш. 124°2′29″ зх. д. / 46.49667° пн. ш. 124.04139° зх. д. (46.496743, -124.041381).  За даними Бюро перепису населення США в 2010 році переписна місцевість мала площу 10,00 км², з яких 7,85 км² — суходіл та 2,15 км² — водойми.

## Демографія
Згідно з переписом 2010 року, у переписній місцевості мешкали 1573 особи в 835 домогосподарствах у складі 458 родин. Густота населення становила 157 осіб/км².  Було 1806 помешкань (181/км²).
Расовий склад населення:
| - 89,2 % — білих - 1,8 % — корінних американців - 0,7 % — азіатів - 0,6 % — чорних або афроамериканців - 0,3 % — вихідців з тихоокеанських островів - 5,9 % — осіб інших рас |

До двох чи більше рас належало 1,5 %. Частка іспаномовних становила 9,6 % від усіх жителів.
За віковим діапазоном населення розподілялося таким чином: 10,8 % — особи молодші 18 років, 54,9 % — особи у віці 18—64 років, 34,3 % — особи у віці 65 років та старші. Медіана віку мешканця становила 58,6 року. На 100 осіб жіночої статі у переписній місцевості припадало 100,9 чоловіків;  на 100 жінок у віці від 18 років та старших — 97,1 чоловіків також старших 18 років.
Середній дохід на одне домашнє господарство  становив 33 620 доларів США (медіана — 18 333), а середній дохід на одну сім'ю — 53 633 долари (медіана — 40 719). За межею бідності перебувало 30,4 % осіб, у тому числі 12,9 % дітей у віці до 18 років та 20,0 % осіб у віці 65 років та старших.
Цивільне працевлаштоване населення становило 215 осіб. Основні галузі зайнятості: освіта, охорона здоров'я та соціальна допомога — 33,0 %, роздрібна торгівля — 19,5 %, мистецтво, розваги та відпочинок — 16,3 %.